# HK Zelenograd
Le HK Zelenograd - en russe : ХК Владимир - est un club de hockey sur glace de Zelenograd dans la ville de Moscou en Russie. Il évolue dans la Pervaïa Liga.

## Historique
Le club est fondé en 2009 .

## Palmarès
- Aucun titre.